# Paris–Tours 1948
Paris–Tours 1948 war die 42. Austragung von Paris–Tours, ein französisches Eintagesrennen im Straßenradsport. Es wurde am 25. April 1948 über eine Distanz von 251 km von der französischen Hauptstadt Paris nach Tours im Départements Indre-et-Loire ausgetragen. Sieger wurde Louis Caput aus Frankreich.

## Rennen
192 Radrennfahrer traten zum Rennen auf einem flachen Kurs mit überwiegendem Rückenwind an. Eine Vorentscheidung fiel im Vallée de Chevreuse, als Maurice Diot einen Ausreißversuch initiierte. Sechs Fahrer bildeten eine Spitzengruppe, die mit mehr als zwei Minuten Vorsprung das Ziel erreichte. Auf der Radrennbahn von Tours gewann Caput den Zielsprint und stellte einen neuen Streckenrekord auf. Dabei nutzten die Fahrer des Radsportteams Olimpia ihre zahlenmäßige Überlegenheit, da sie drei Fahrer in der Gruppe hatten. 70 Fahrer beendeten das Rennen.

## Ergebnis
| Platz | Fahrer          | Team                | Zeit              |
| ----- | --------------- | ------------------- | ----------------- |
| 1.    | Louis Caput     | Olimpia             | 5: 49: 27 Stunden |
| 2.    | Robert Mignat   | Olimpia             | gl. Zeit          |
| 3.    | Émile Idée      | Peugeot–Dunlop      | gl. Zeit          |
| 4.    | Jean Lauk       | Metropole           | gl. Zeit          |
| 5.    | Fermo Camellini | Metropole           | gl. Zeit          |
| 6.    | André Mahé      | Olimpia             | gl. Zeit          |
| 7.    | Albéric Schotte | Alcyon–Dunlop       | + 2:25 min.       |
| 8.    | Adolfo Leoni    | Legnano             | gl. Zeit          |
| 9.    | Albert Ramon    | Arliguie–Hutchinson | gl. Zeit          |
| 10.   | Lucien Lauk     | Metropole           | gl. Zeit          |